# Франсіско Аяла
Франсі́ско Ая́ла (ісп. Francisco Ayala; *16 березня 1906, Гранада — †3 листопада 2009, Мадрид) — іспанський письменник, перекладач і соціолог.

## Біографія
Аяла народився в Гранаді, а у віці 18 років приїхав до Мадрида, щоб вчитися права, філософії та літератури. Як письменник дебютував в 1925. Захистив дисертацію з правознавству в Мадридському університеті, почав викладати в ньому. Співпрацював з журналом Ортеги-і-Гассета «Західний огляд» (Revista de Occidente). У 1929—1931 жив в Берліні.
У роки громадянської війни виступав з лекціями в Латинській Америці, після падіння республіки — в еміграції (Аргентина, Пуерто-Рико). Співпрацював з буенос-айреським журналом «Південь» (Sur), викладав право і соціологію в університеті Пуерто-Рико.
У 1950-х роках він деякий час працював куратором перекладачів ООН, а потім як запрошений професор викладав іспанську літературу в кількох американських університетах, в тому числі в Принстонському і Рутгерському. Був в дружніх взаєминах з Пабло Казальсом, Х. Р. Хіменесом.
У 1960 вперше приїхав до Іспанії після кількох десятиліть відсутності. У 1976 році Аяла залишив викладацьку діяльність, остаточно повернувся на постійне проживання в Іспанію і повністю присвятив себе літературі та публіцистиці.
Серед прозових творів Аяли відомі романи «Зачарований» (El hechizado, 1944), «Дно склянки» (El fondo del vaso, 1962), збірки оповідань, мемуари «Книги пам'яті і забуття» (Recuerdos y olvidos, 1982—1983).
Крім того, він є автором літературних перекладів, робіт з соціології та теорії перекладу. Автор численних есе про літературу, політику, соціальні проблеми країни. Як соціолог він автор «Трактату з соціології» (1947), «Нарисів політичної соціології» (1951), «Введення в соціальні науки» (1952) і інших творів. Йому належить «Коротка теорія перекладу» (1956).
Перекладав політологічні твори Бенжамена Констана, Карла Мангейма, Карла Шмітта, прозу Рільке, Томаса Манна, Альберто Моравіа.
Член Іспанської королівської академії (1983), член Європейської академії наук і мистецтв (1997). Почесний покровитель всесвітнього товариства друзів Борхеса.
Національна премія за оповідну прозу (1983), Національна літературна премія (1988). У 1991 році Аяла отримав Премію Сервантеса, а 1998 року — літературну премію Принца Астурійського. Не раз висувався кандидатом на Нобелівську премію.